# Bactrocera lata
Bactrocera lata
 es una especie de díptero que Perkins describió por primera vez en 1938. Bactrocera lata pertenece al género Bactrocera de la familia Tephritidae.  